# すいすいバス
すいすいバスは、大阪府吹田市内で運行しているコミュニティバス。また最寄りの鉄道駅との連絡のために、路線の一部は隣接している茨木市と摂津市、豊中市にも乗り入れている。
阪急バス吹田営業所が吹田市から運行を受託する。現在運行されている千里丘循環線は、2006年12月1日から2008年3月31日までの試験運行の予定だったが、試験運行期間を延長して運行している。

## 概要
- 運賃は大人220円・小児110円。
- PiTaPa、Hanica、（ICOCA）、グランドパス65も利用できるが、交通弱者を主たる対象利用者としているため学生定期スクールパスは使用できない。また、専用回数券（12枚綴り、大人2200円、子ども1100円）を車内販売している。
- 阪急バス回数カードやスルッとKANSAI各種カードは2012年10月1日以降は使用できなくなった。
- 身体障害者手帳・療育手帳の被交付者、及び介護者1名は半額になる。
- 小学生以上に同伴する幼児（1歳以上6歳未満）は、2名まで無料。
- 阪急バス路線との乗継割引がある（詳細）。
- 平日は8時から19時まで、30分間隔で運行。土曜・日曜・祝日は概ね1時間毎に運行し、運行時間帯が若干狭まる。1月1日～3日は運休する。
  - 2008年10月1日からは、停留所を増設し、現行ルートを「ひまわりルート」、現行ルートの逆回りを「あおばルート」として運行、運転間隔も平日・土曜・日曜・祝日とも1時間間隔に統一された。「あおばルート」は「ひまわりルート」の逆回りではあるが、一部区間は「あおばルート」のみの新設区間・停留所を走り、山田樫切山を経由しないルートになっている。
  - 2010年4月1日、一部の停留所が廃止され、ルート変更の上で停留所が数カ所新設された。廃止された停留所の中には「千里丘出張所前」停留所も含まれており、両ルートの起点は新設された「JR千里丘駅前」停留所に変更となった。また、停留所の数が増えルート一周の所要時間が長くなったことからこれまでの1時間間隔の運行から70分間隔へと変更された。

## 路線

### 千里丘地区
阪急バスの路線名は「千里丘循環線」となっている。停留所番号通りに運行する「ひまわりルート」と、その反対方向で運行する「あおばルート」の2ルートがある。
- ひまわりルート[1]
  - JR千里丘駅前 → ミリカ・ヒルズ前 → メゾン千里丘 → モノレール宇野辺 → 吹田東高校前 → 吹田徳洲会病院前 → JR千里丘駅前 → JR千里丘口 → イズミヤ前 → 山田南 → 下山田 → 山田樫切山 → 山田宮ノ前 → 下山田 → 尺谷 → 長野東 → JR千里丘駅前【循環】

- あおばルート[1]
  - JR千里丘駅前 → 長野東 → 長野公園北 → 千里ディアヒルズ前 → 尺谷 → 下山田 → 山田南 → イズミヤ前 → JR千里丘口 → JR千里丘駅前 → 吹田徳洲会病院前 → 吹田東高校前 → モノレール宇野辺 → メゾン千里丘 → ミリカ・ヒルズ前 → JR千里丘駅前【循環】

各停留所には、それぞれのルートのバスが70分毎に到着する。ただし、JR千里丘駅前停留所ではルート1周あたり2回通るため、概ね毎時4本のバスが発着することになる。

### 千里山地区
2022年2月17日より試験運行を開始した。
阪急バスでの路線名は「千里山循環線」となっている。
- たけのこルート[3]
  - 阪急千里山駅 → 千里山西4丁目 → 江坂町5丁目 → 祝橋北 → 緑地公園駅西口 → 春日1丁目南 → 春日1丁目中 → 春日1丁目北 → 春日4丁目 → 千里山西6丁目 → 桃山台東 → 阪急南千里駅 → 桃山台東 → 千里山西6丁目 → 春日4丁目 → 春日1丁目北 → 後谷新池 → 千里山西4丁目南 → 緑地公園駅東口 → 祝橋北 → 緑地公園駅西口 → 千里山竹園遊園前 → 千里山竹園1丁目 → 阪急千里山駅【循環】

各停留所にはバスが60分毎に到着する。ただし、祝橋北停留所と緑地公園駅西口停留所ではルート1周につき2回通るため、毎時2本のバスが発着することになる。

## 運行車両
- 三菱ふそう・ローザ（2016年3月末まで）
- 日野・ポンチョ（2016年4月1日より）